# Kalishoek (Doel)
Kalishoek is een verdwenen gehucht in Doel, een deelgemeente van Beveren-Kruibeke-Zwijndrecht in de Belgische provincie Oost-Vlaanderen. Kaliskhoek lag in het zuiden van de deelgemeente, op de grens met Kallo en Kieldrecht. Het lag meer dan 2 kilometer ten zuidwesten van het dorpscentrum van Doel, 4 km ten noordwesten van het dorpscentrum van Kallo en meer dan 5 km ten oosten van het centrum van Kieldrecht. Het gehucht lag rond de dijken op de grens van de Kleine Doelpolder ten noorden, de Sint-Annapolder in het oosten en de Oud-Arenbergpolder in het westen. Een kilometer ten westen lag de Sint-Antoniushoek; een kilometer ten oosten het Geslecht.

## Geschiedenis
Op de Ferrariskaart uit de jaren 1770 is het gehucht Caleshoeck weergegeven aan de Ste Anne Dyck.  De Atlas der Buurtwegen uit 1841 en de Vandermaelenkaart uit het midden van de 19de eeuw tonen het gehucht Calishoek.
Vanaf de jaren 1960 wou men de Haven van Antwerpen uitbreiden naar de linkeroever van de Schelde. De volgende decennia werd onteigend voor de aanleg van de Waaslandhaven. In de jaren 80 verdween zo ook het gehucht Kalishoek en de omliggende landbouwgrond werd ontpolderd en opgespoten voor de aanleg van industrie- en haventerreinen. Ten westen van Kalishoek werd het Doeldok gegraven.
Op het eind van de jaren 1990 en begin van de jaren 2000 werd op de plaats waar Kalishoek lag het Deurganckdok gegraven.
Deelgemeenten: Bazel · Beveren · Burcht · Doel · Haasdonk · Kallo · Kieldrecht · Kruibeke · Melsele · Rupelmonde · Verrebroek · Vrasene · Zwijndrecht

Overige dorpen en gehuchten: Beestenhoek · Bloempot · De Bank · Doorn · Es · Gaverland ·  Geslecht · Groot Laar · Halve Maan · Hoogeinde · Hoogstraat · Kalishoek (Doel) · Kalishoek (Melsele) · Kemphoek · Klein Laar · Melseledijk· Mosselbank (Haasdonk) · Mosselbank (Vrasene) · Nieuwe Parochie · Ouden Doel · Oudendijk · Ponjaard · Prosperpolder · Puiput · Rapenberg · Rapenburg · Saftingen · Sint-Antoniushoek · Smoutpot · Stenen Kruis · Tijskenshoek · Vendoorn · Verrebroekse Blikken · Vijfstraten · Vliegenstal · Voshoek · Westakkers · Wilden Haan · Zillebeek · Zwaantje

Belgische gemeenten · Arrondissement Sint-Niklaas · Oost-Vlaanderen · Vlaanderen